# Ryu Seung-min
Ryu Seung-min, född 5 augusti 1982, är en sydkoreansk före detta bordtennisspelare som vunnit guld vid olympiska sommarspelen 2004 i herrarnas singelturnering, en bronsmedalj i de olympiska sommarspelen 2008 i Peking i herrarnas lagtävling och en silvermedalj i lagtävlingen vid sommarspelen 2012 i London. Han är en oerhört skicklig och aggressiv spelare med en tung forehand.[källa behövs]
Ryu spelade för det koreanska landslaget mellan 1997 och 2012, han tog utöver de tre olympiska medaljerna även två silvermedaljer vid världsmästerskapen 2006 och 2008, samt fem bronsmedaljer (2001, 2004, 2007, 2010 
och 2012). Han blev 2014 tränare för det koreanska bordtennislandslaget och 2016 valdes han in som ledamot i Internationella olympiska kommittén.

## Meriter

### Olympiska meriter
| Spel | Gren   | Grundomgång               | Omgång 1                | Omgång 2                      | Omgång 3                   | Omgång 4                     | Kvartsfinal               | Semifinal                   | Final                |
| Spel | Gren   | Motståndare Resultat      | Motståndare Resultat    | Motståndare Resultat          | Motståndare Resultat       | Motståndare Resultat         | Motståndare Resultat      | Motståndare Resultat        | Motståndare Resultat |
| ---- | ------ | ------------------------- | ----------------------- | ----------------------------- | -------------------------- | ---------------------------- | ------------------------- | --------------------------- | -------------------- |
| 2000 | Singel | Leung Chu Yan (HKG) W 3-0 | Mark Smythe (AUS) W 3-0 | Christophe Legout (AUS) L 2-3 | Gick inte vidare           | Gick inte vidare             | Gick inte vidare          | Gick inte vidare            | Gick inte vidare     |
| 2004 | Singel |                           |                         |                               | Koji Matsuhita (JPN) W 4-0 | Chiang Peng-lung (TPE) W 4-3 | Leung Chu Yan (HKG) W 4-2 | Jan-Ove Waldner (SWE) W 4-1 | Wang Hao (CHN) W 4-2 |
| 2008 | Singel |                           |                         |                               | Ko Lai Chak (HKG) L 2-4    | Gick inte vidare             | Gick inte vidare          | Gick inte vidare            | Gick inte vidare     |